# 남용만
남용만(南龍萬)는 조선 후기의 학자이다. 자는 붕로(鵬路)이며, 호는 활산(活山)이다. 본관은 영양(英陽)으로 경북 경주(慶州) 보문에 입향하였다.

## 생애
영조 32년 생원시에 합격하였으나 대과를 보지 않았다. 이후 학문에만 전심하여 대학장구난의(大學章句難疑) 등을 저술하였으며, 명활산(明活山)의 남쪽 덕계(德溪) 위에 집을 짓고 강학(講學)하였다. 정조 2년 학행(學行)으로 추천받아 희릉참봉(禧陵參奉)에 임명되고, 뒤에 다시 제릉참봉(齊陵參奉)에 임명되었으나 모두 사퇴하고 학문에만 전념하였다. 1781년 겨울에 재이(災異)가 있자 치치(致治)의 도(道)와 구폐지책(救弊之策)에 대하여 장문의 상소(上疏)를 올리려 하였다. 화계 유의건(柳宜健)과는 학문적 붕우였으나, 남용만이 일찍 상처하자 유의건은 딸을 주어 옹서(翁壻) 사이가 되었다.

## 가족
- 고조(高祖)
  - 남길(南佶)
- 증조(曾祖)
  - 종사랑(從仕郞) 남상주(南尙周)
- 조부(祖父)
  - 순천부사(順天府使) 남구명(南九明)
- 선고(先考)
  - 남국선(南國先)
- 생부(生父)
  - 통덕랑(通德郞) 남국형(南國衡)
- 형제(兄弟)
  - 남윤만(南潤萬)
  - 남옥만(南沃萬)
  - 남제만(南濟萬)
  - 남유만(南濡萬)
- 자녀(子女)
  - 생원(生員) 남경채(南景采)
  - 사간원정언(司諫院正言) 남경희(南景羲)
  - 남경화(南景和)

## 참고 문헌
- 사마방목(司馬榜目), 동경잡기(東京雜記), 화계집(花溪集), 활산집(活山集), 월암실기(月菴實記).